# کپکان
کپکان، روستایی از توابع بخش چاپشلو(مرکز دهستان میانکوه)شهرستان درگز در استان خراسان رضوی ایران است.
یکی از مهم ترین مراکز نظامی ایران ( سایت شنود کبکان ) که پیش از انقلاب توسط سیا طراحی و ساخته شده است در این روستا واقع شده است.

## جمعیت
این روستا در دهستان میانکوه قرار دارد و براساس سرشماری مرکز آمار ایران در سال ۱۳۸۵، جمعیت آن ۱۹۲ نفر (۶۴خانوار) بوده‌است.